# Somogyhatvan
Somogyhatvan község Baranya vármegyében, a Szigetvári járásban.

## Fekvése
Szigetvártól északnyugatra, Patosfa és Somogyapáti közt fekszik, a Szigetvár-Kadarkút közti 6607-es út mentén.

## Története
Somogyhatvan nevét 1421-ben említették először az oklevelek Hatwan írásmóddal. A falu a középkorban valószínűleg a település déli határán húzódó egykori Szentmiklósi kolostor birtokaihoz tartozott. A török idők alatt is kisnemesek által lakott falu a Hódoltság végének felszabadító harcaiban leégett, s lakói délebbre, a falu mai helyére húzódtak. A település birtokosai voltak a Traun, a Draskovich és az Esterházy család is.
A településhez tartozott még Vandapuszta is, mely uradalmi birtokközpont volt, valamint Ágipuszta, amely a 17. században már jelentős település volt, a török alóli felszabadító harcok alatt égett le, és vált néptelenné.
Az 1910-es népszámlálási adatok szerint 704 lakosa volt, ebből 650 magyar, 54 cigány, melyből 263 római katolikus, 423 református, 9 izraelita volt.
Somogyhatvan a 20. század elején Somogy vármegye Szigetvári járásához tartozott. Az 1950-es megyerendezéssel a korábban Somogy vármegyéhez tartozó települést a Szigetvári járás részeként Baranyához csatolták.

## Közélete

### Polgármesterei
- 1990–1994: Gyergyák László (független)[3]
- 1994–1998: Gyergyák László (független)[4]
- 1998–2002: Gyergyák László (független)[5]
- 2002–2006: Gyergyák László (független)[6]
- 2006–2007: Tóth Lajos József (független)[7]
- 2007–2010: Tóth Lajos József (független)[8]
- 2010–2014: Tóth Lajos József (független)[9]
- 2014–2019: Nagy Gabriella Ildikó (független)[10]
- 2019–2024: Nagy Gabriella Ildikó (független)[11]
- 2024– : Dr. Nagy Gabriella Ildikó (független)[1]

A településen 2007. július 8-án időközi polgármester-választást (és képviselő-testületi választást) tartottak, az előző képviselő-testület önfeloszlatása miatt. A választáson az addigi polgármester is elindult, és meg is nyerte azt.

## Népesség
A település népességének változása:
| Lakosok száma | 345  | 336  | 343  | 348  | 339  | 324  | 333  | 315  |
|               | 2013 | 2014 | 2015 | 2019 | 2021 | 2022 | 2023 | 2024 |

A 2011-es népszámlálás során a lakosok 77,6%-a magyarnak, 15,4% cigánynak, 0,8% németnek mondta magát (21,6% nem nyilatkozott; a kettős identitások miatt a végösszeg nagyobb lehet 100%-nál). A vallási megoszlás a következő volt: római katolikus 21,8%, református 9%, felekezeten kívüli 50,4% (18,8% nem nyilatkozott).
2022-ben a lakosság 90,4%-a vallotta magát magyarnak, 6,8% cigánynak, 0,3% szerbnek, 2,2% egyéb, nem hazai nemzetiségűnek (8,3% nem nyilatkozott; a kettős identitások miatt a végösszeg nagyobb lehet 100%-nál). Vallásuk szerint 34,3% volt római katolikus, 13% református, 0,3% egyéb keresztény, 1,2% egyéb katolikus, 34,6% felekezeten kívüli (16,7% nem válaszolt).

## Nevezetességei
- Református temploma – 1737-ben épült barokk stílusban.
- Magtár – Az egykori magtár épülete 1800 körül épült barokk stílusban.
- Horgásztó.